# Coll de la Forclaz
El coll de la Forclaz o Forclaz-de-Montmin és un coll viari alpí situat al departament francès de l'Alta Savoia a 1.147 m d'altitud. Permet el pas entre el marge oriental del llac d'Annecy, des del poble de Talloires i el vallon de Montmin que baixa fins a Vesonne (Faverges), al país de Faverges. Està situat en territori del municipi de Talloires-Montmin.

## Toponímia
La paraula Forclaz designa un pas de muntanya en aquesta part dels Alps. Prové del llatí furca, furcula que significa «petita forqueta».

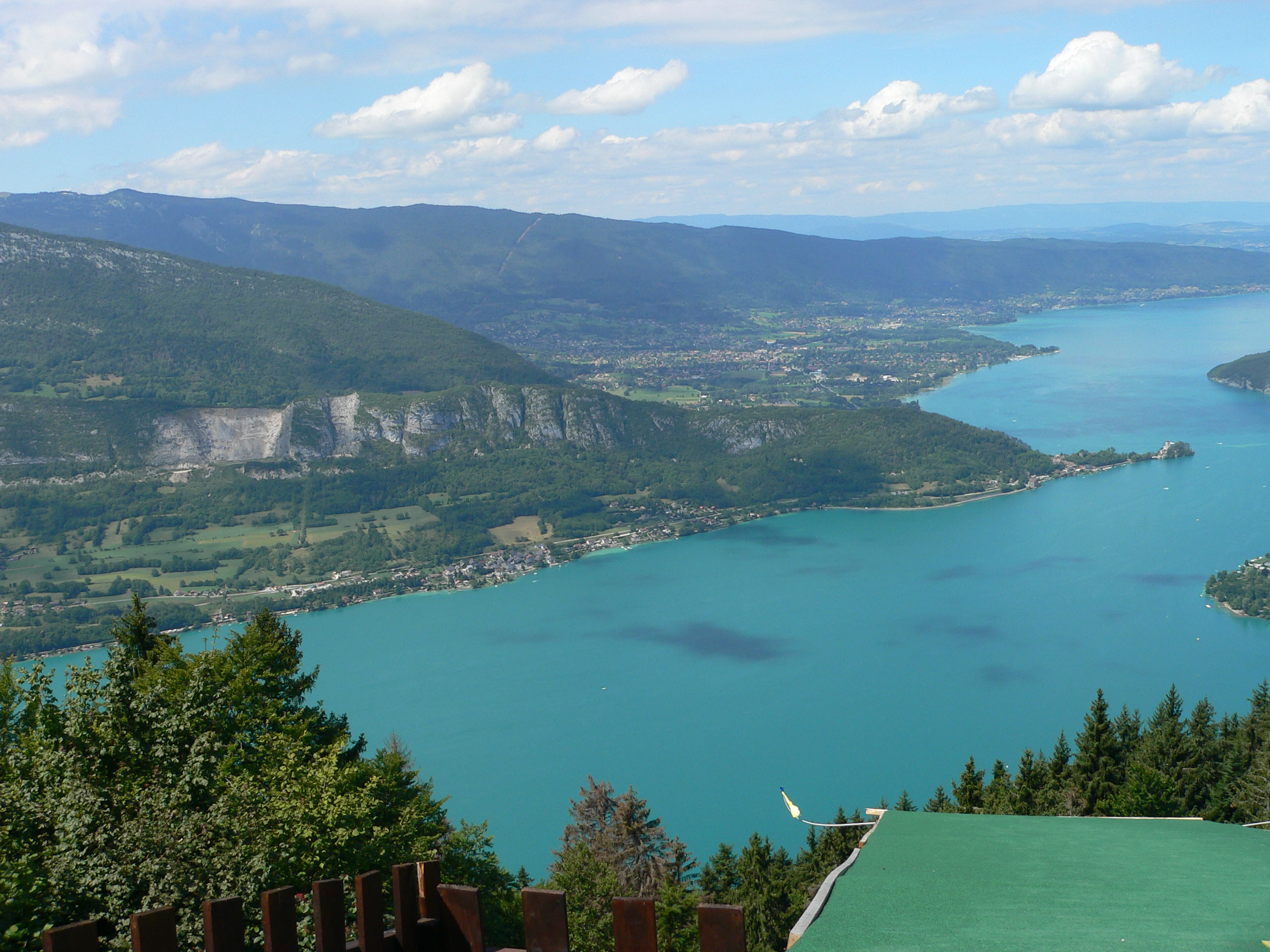
Vista sobre el llac d'Annecy des del coll.

## Geografia
El coll és un mirador que permet tenir una vista panoràmica del llac d'Annecy i a l'esquena sobre les pastures de muntanya de la Tournette.
El clima és el típic de mitjana muntanya.
El coll de la Forclaz està connectat a la resta del país per una única carretera departamental: la D42.

## Monument

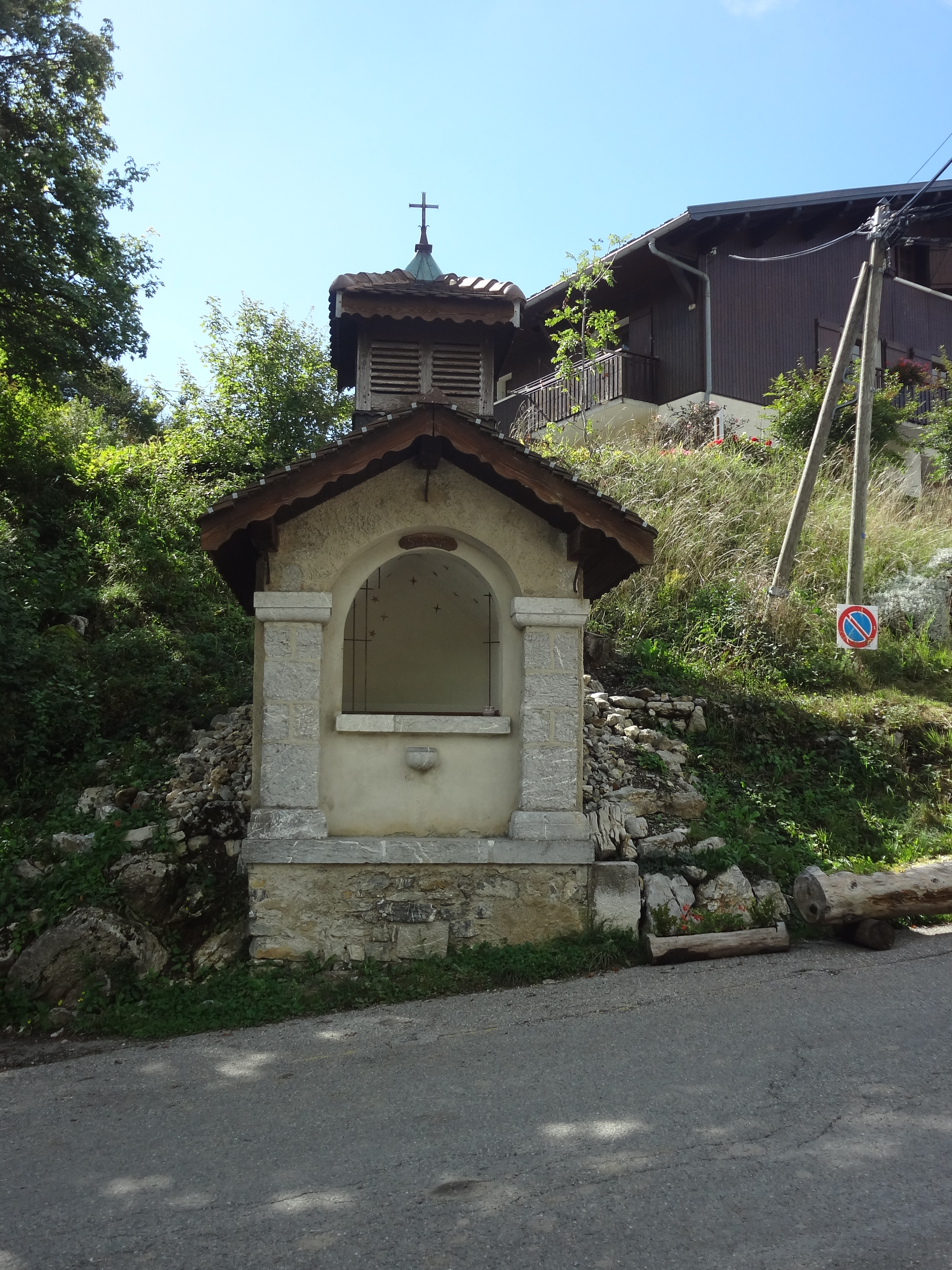
Oratori del coll de la Forclaz

El gran oratori del Coll de la Forclaz, dit de Sant Roch, està ubicat al coll. L'estàtua, que molt probablement representava a Sant Antoni i que es trobava a l'oratori, va ser robada l'any 1979. L'edifici recull donatius.

## Activitats
Hi ha molts senders possibles a proximitat del coll.
- un camí permet baixar sobre el poble de Verthier (Doussard);
- un altre enfront del restaurant permet acostar-se al coll i al xalet de l'Aulp;
- també és possible arribar al xalet de l'Aulp (1 h) des del lloc anomenat "la Côte" a 2 km.
- sent un bon caminador es pot temptar l'ascensió de la Tournette (2.352 m, 5/6 h);
- molt menys difícil, el circuit de les "Sept fontaines" (les Set fonts) a Montmin (1 h) és assequible per a les famílies amb nens.

El coll és conegut per la pràctica de l'esport de vol lliure.(Ala delta, parapent) Hi ha en estudi un projecte de telefèric per remuntar turistes i esportistes.
Els anys 2004, 2009 i 2012 el lloc va acollir una etapa de la copa del món de parapent de distància i l'any 2015 els campionats de França d'acrobàcia aèria amb parapent.
El lloc acull els Campionats del món FAI de parapent acrobàtic l'any 2016.
S'ha instal·lat un estadi de neu amb dos remuntadors mecànics sobre el vessant de la vall de Montmin.
El coll de la Forclaz ha estat franquejat fins a quatre ocasions pel Tour de França. Està classificat de 1a categoria des del 1994. Tot seguit la llista de corredors que han franquejat el coll com a cap de cursa:
- 1959 (19a): Rolf Graf  Suïssa
- 1997 (15a): Laurent Jalabert  França
- 2004 (17a): Richard Virenque  França
- 2016 (19a): Thomas De Gendt  Bèlgica